# Schmidt Peak
Der Schmidt Peak ist ein 2310 m hoher Berg im westantarktischen Marie-Byrd-Land. Er ragt an der Südseite des California-Plateaus auf und markiert 5 km nordöstlich des Parker Bluff das Ende eines schmalen Gebirgskamms.
Der United States Geological Survey kartierte ihn anhand eigener Vermessungen und Luftaufnahmen der United States Navy aus den Jahren von 1960 bis 1964. Das Advisory Committee on Antarctic Names benannte ihn 1967 nach Dennis C. Schmidt, Luftbildfotograf der Flugstaffel VX-6 während der Operation Deep Freeze der Jahre 1963, 1964 und 1967.